# Mount Bernstein
Mount Bernstein ist ein markanter und 2420 m hoher Berg im Norden des ostantarktischen Viktorialands. In der Lanterman Range der Bowers Mountains bildet er einen Teil der Nordwand des Linder-Gletschers.
Der United States Geological Survey kartierte ihn anhand eigener Vermessungen und Luftaufnahmen der United States Navy aus den Jahren von 1960 bis 1964. Das Advisory Committee on Antarctic Names benannte ihn nach Captain Fred J. Bernstein (1927–1969), stellvertretender Leiter im Operations- und Planungsstab der Unterstützungseinheiten der United States Navy in Antarktika zwischen 1967 und 1968.